# Septembrie 1988
Acest articol este generat integral pe baza informațiilor din articolul 1988 și este actualizat periodic de un robot.
 Editările făcute în articol vor fi șterse la următoarea actualizare! Dacă doriți să faceți modificări, editați articolul-sursă.

ianuarie -
februarie -
martie -
aprilie -
mai -
iunie -
iulie -
august -
septembrie -
octombrie -
noiembrie -
decembrie
Septembrie 1988 a fost a noua lună a anului și a început într-o zi de joi.

## Evenimente
- 17 septembrie: Jocurile Olimpice de vară se deschid la Seul, în Coreea de Sud. România obține 24 de medalii (7 de aur, 11 de argint și 6 de bronz).

## Nașteri
- 2 septembrie: Javi Martínez (Javier Martínez Aginaga), fotbalist spaniol
- 2 septembrie: Artem Semenenko, fotbalist ucrainean
- 3 septembrie: Jérôme Boateng (Jérôme Agyenim Boateng), fotbalist german
- 3 septembrie: Sinan Bolat, fotbalist turc (portar)
- 3 septembrie: Carla Suárez Navarro, jucătoare spaniolă de tenis
- 4 septembrie: Adelina Cojocariu, canotoare română
- 5 septembrie: Nuri Șahin, fotbalist turc
- 6 septembrie: Alexandru Adrian Popovici, fotbalist român (atacant)
- 7 septembrie: Victoria Marinova, jurnalistă bulgară (d. 2018)
- 8 septembrie: Gustav Schäfer, muzician german
- 9 septembrie: Alexandra Huțu, politiciană română
- 9 septembrie: Shizuka Nakamura, actriță japoneză
- 11 septembrie: Oana Murariu, politiciană
- 13 septembrie: Ricardo Machado (Ricardo Jorge Tavares Machado), fotbalist portughez
- 14 septembrie: Andreea Arsine, atletă română
- 14 septembrie: Anatolii Cîrîcu, halterofil din R. Moldova
- 14 septembrie: Diogo Salomão, fotbalist portughez
- 17 septembrie: Michael Fitzgerald, fotbalist neozeelandez
- 17 septembrie: Kristijan Naumovski, fotbalist macedonean (portar)
- 19 septembrie: Katrina Bowden, actriță americană
- 21 septembrie: Victor Gonța, fotbalist din R. Moldova (atacant)
- 23 septembrie: Juan Martín del Potro, jucător argentinian de tenis
- 24 septembrie: Birgit Õigemeel, cântăreață estoniană
- 26 septembrie: Kim Yo-jong, politiciană nord-coreeană
- 27 septembrie: Ralf Fahrmann, fotbalist german (portar)
- 28 septembrie: Marin Čilić, jucător croat de tenis
- 28 septembrie: Jason Jordan (n. Nathan Everhart), wrestler american
- 29 septembrie: Kevin Durant (Kevin Wayne Durant), baschetbalist american
- 30 septembrie: Bořek Dočkal, fotbalist ceh

## Decese
- 5 septembrie: Gert Fröbe (Karl Gerhart Fröbe), 75 ani, actor german (n. 1913)
- 11 septembrie: Luis Walter Alvarez, 77 ani, fizician american, laureat al Premiului Nobel (1968), (n. 1911)
- 19 septembrie: Călin Alupi, 82 ani, pictor român (n. 1906)
- 21 septembrie: Henry Koster, 83 ani, regizor de film, american (n. 1905)
- 24 septembrie: Basil de Ferranti, 58 ani, politician britanic (n. 1930)
- 28 septembrie: Elli Alexiu, 94 ani, scriitoare greacă (n. 1894)
- 29 septembrie: Zoltán Basilides, 70 ani, actor maghiar (n. 1918)